# Elecciones parlamentarias de Noruega de 2009

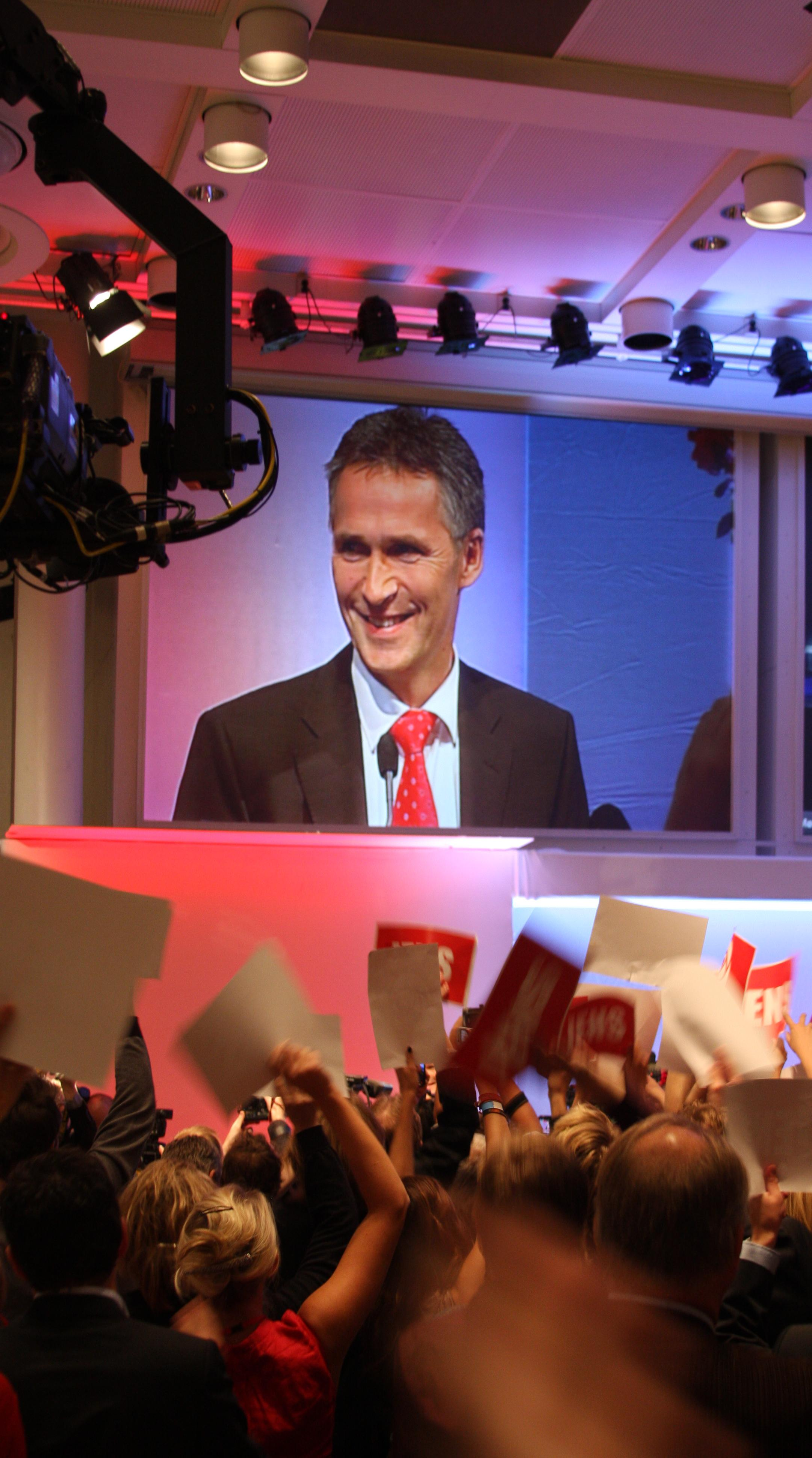
El primer ministro Jens Stoltenberg se dirige a sus simpatizantes desde la sede del Partido Laborista, con ocasión de la victoria de la coalición gobernante.

Las elecciones parlamentarias de 2009 en Noruega tuvieron lugar el lunes 14 de septiembre de 2009 y en ellas se renovaron los 169 miembros del Storting (parlamento noruego), que ocuparán sus cargos por un término de 4 años.
Los candidatos fueron elegidos entre listas de partidos en cada una de las 19 provincias. Los partidos políticos nominaron a sus candidatos para las listas entre el otoño de 2008 y el invierno de principios de 2009. Las listas de partidos quedaron oficialmente registradas el 31 de mayo de 2009.
Los resultados mostraron una victoria para la Coalición Rojiverde (47.8%), la coalición gobernante que aglutina a los partidos Laborista, Socialista y de Centro. La coalición contará con mayoría absoluta (86 escaños), por lo que el primer ministro, Jens Stoltenberg, continúa en su cargo. El avance del Partido Laborista compensó el retroceso del Partido de la Izquierda Socialista y aseguró la mayoría relativa en el Storting. El Partido de Centro obtuvo el mismo número de representantes que en la elección pasada (11).
Los dos mayores partidos de derecha, el Conservador y el del Progreso, registraron avances importantes. El centrista Partido Liberal, por el contrario, perdió 8 de los 10 escaños que había conseguido en 2005, y el Partido Demócrata Cristiano vivió su peor jornada electoral desde el final de la Segunda Guerra Mundial.

## Partidos participantes
Un total de 24 partidos tomaron parte en la elección, lo que dio un total de 3 688 candidatos. Los siete partidos representados en el Storting registraron candidatos en las listas de las 19 provincias; estos partidos fueron, por orden alfabético:
- Partido de Centro
- Partido Conservador
- Partido Demócrata Cristiano
- Partido de la Izquierda Socialista
- Partido Laborista
- Partido Liberal
- Partido del Progreso

Otros cuatro partidos sin representación parlamentaria también presentaron candidatos en todas las listas:
- Partido de la Costa
- Demócratas
- Partido Verde
- Partido Rojo

Adicionalmente, otros 13 partidos se registraron en las listas de 1 o más provincias. En la siguiente lista aparecen ordenados por número de provincias en las que participaron (anotado entre paréntesis):
- Partido de Unidad Cristiana (17)
- Partido de los Pensionistas (12)
- Partido Comunista (8)
- Partido Popular Liberal (3)
- Partido de la Sociedad (2)
- Lista de Opositores al Aborto (1)
- Representantes contrapolíticos (1)
- Alianza de Centro (1)
- Partido Contemporáneo (1)
- Patriotas de Noruega (1)
- Alianza Republicana Noruega (1)
- Un Idioma (Escrito) (1)
- Vigrid (1)

## Resultados
La siguiente tabla muestra los resultados con el 100% de los votos computados. La participación fue del 75,7%. Junto con las elecciones de 2001, éstas fueron las de menor participación desde 1927.
| ← Elecciones parlamentarias de Noruega, 14 de septiembre de 2009 |         |      |      |         |        |      |
| Partido                                                          | Votos   | %    | Dif. | Escaños | % Esc. | Dif. |
| Partido Laborista Noruego (Det norske Arbeiderpartiet)           | 949.282 | 35,4 | +2,7 | 64      | 37,87  | +3   |
| Partido del Progreso (Fremskrittpartiet)                         | 614.530 | 22,9 | +0,8 | 41      | 24,26  | +3   |
| Partido Conservador (Høyre)                                      | 462.390 | 17,2 | +3,1 | 30      | 17,75  | +7   |
| Partido de la Izquierda Socialista (Sosialistisk Venstreparti)   | 166.302 | 6,2  | -2,6 | 11      | 6,55   | -4   |
| Partido del Centro (Senterpartiet)                               | 165.007 | 6,2  | -0,3 | 11      | 6,55   | 0    |
| Partido Demócrata Cristiano (Kristelig Folkeparti)               | 148.758 | 5,5  | -1,3 | 10      | 5,92   | -1   |
| Partido Liberal (Venstre)                                        | 104.142 | 3,9  | -2,0 | 2       | 1,18   | -8   |
| Partido Rojo (Rødt)                                              | 36.210  | 1,3  | +0,1 | 0       | 0      | 0    |
| Partido de los Pensionistas (Pensjonistpartiet)                  | 11.897  | 0,4  | 0    | 0       | 0      | 0    |
| Partido Verde (Miljøpartiet De Grønne)                           | 9.287   | 0,3  | +0,2 | 0       | 0      | 0    |
| Partido de la Costa (Kystpartiet)                                | 5.343   | 0,2  | -0,6 | 0       | 0      | 0    |
| Partido de la Unidad Cristiana (Kristent Samlingsparti)          | 4.908   | 0,2  | 0    | 0       | 0      | 0    |
| Demócratas (Demokratene)                                         | 2.290   | 0,1  | 0    | 0       | 0      | 0    |
| Partido Comunista de Noruega (Norges Kommunistiske Parti)        | 697     | 0    | 0    | 0       | 0      | 0    |
| Partido Popular Liberal (Det Liberale Folkeparti)                | 350     | 0    | 0    | 0       | 0      | 0    |
| Partido Contemporáneo (Samtidspartiet)                           | 264     | 0    | -    | 0       | 0      | -    |
| Alianza de Centro (Sentrumsalliansen)                            | 240     | 0    | -    | 0       | 0      | -    |
| Patriotas de Noruega (NorgesPatriotene)                          | 184     | 0    | -    | 0       | 0      | -    |
| Lista de Opositores al Aborto (Abortmotstandernes Liste)         | 177     | 0    | 0    | 0       | 0      | 0    |
| Vigrid                                                           | 174     | 0    | -    | 0       | 0      | -    |
| Partido de la Sociedad (Samfunnspartiet)                         | 139     | 0    | 0    | 0       | 0      | 0    |
| Un Idioma (Escrito) (Ett (skrift)språk)                          | 107     | 0    | -    | 0       | 0      | -    |
| Representantes Contrapolíticos (Tverrpolitisk folkevalgte)       | 64      | 0    | -    | 0       | 0      | -    |
| Alianza Republicana Noruega (Norsk Republikansk Allianse)        | 54      | 0    | 0    | 0       | 0      | 0    |

- Datos: Q132055